# Korean Air
Korean Air (KRX: 003490

) er det største flyselskab fra Sydkorea, og har hovedhub på Incheon International Airport i Seoul.
Sydkoreas regering stiftede selskabet i 1962 som Korean Air Lines. 1. marts 1969 blev selskabet privatiseret og solgt til Hanjin Transport Group.
Det første Boeing 747 fly blev indført i selskabets flåde i 1973.
Selskabet er medlem af flyalliancen SkyTeam.

Korean Air flyver til 125 destinatoner, de transporterer 26,8 mio. passagerer om året, de har 121 lounges, de flyver i 44 lande, deres flåde består af 169 fly, de har 423 daglige afgange og deres website er KOREANAIR.COM., kilde: SkyTeam.